# Chironomus nigrifrons
Chironomus nigrifrons är en tvåvingeart som beskrevs av Linevich 1971. Chironomus nigrifrons ingår i släktet Chironomus och familjen fjädermyggor. Inga underarter finns listade i Catalogue of Life.